# Moment of Silence
A Moment of Silence (magyarul: A csend pillanata) Ovidiu Anton dala, amellyel Romániát képviselte volna a 2016-os Eurovíziós Dalfesztiválon, Stockholmban. A dal a 2016. március 6-án rendezett hatfős Selecția Națională elnevezésű román nemzeti döntőben nyerte el az indulás jogát, ahol a zsűri és a nézői szavazatok együttese alakította ki a végeredményt.
A dalt az Eurovíziós Dalfesztiválon először a május 12-i második elődöntőben adták volna elő, fellépési sorrendben tizenkettedikként, azonban miután 2016. április 22-én az EBU törölte a tagjai közül a romániai TVR-t, így nem vehet részt a versenyen a Moment of Silence című dal sem. A kizárás oka az, hogy a romániai közszolgálati televízió 2007 óta adósságokat halmozott fel, összesen 16 millió svájci frank értékben, amelyet többszöri felszólítás és határidő-kitolás után sem fizettek ki. A tagság elvesztésének további következménye, hogy a TVR nem közvetítheti az Eurovíziós Dalfesztivált sem. A műsorszolgáltató unió a román államot tekinti kötelesnek a TVR által felhalmozott adósság törlesztésére.

## Külső hivatkozások
- Dalszöveg (angol nyelven). 4lyrics.eu
- A dal előadása a Selecția Națională döntőjében. YouTube-videó, eurovision.tv, 2016. március 6.